# Pramaggiore
Pramaggiore ist eine italienische Gemeinde mit 4749 Einwohnern (Stand 31. Dezember 2024) in der Metropolitanstadt Venedig der Region Venetien.
Sie bedeckt eine Fläche von 24 km².